# Chorebus salvoi
Chorebus salvoi är en stekelart som beskrevs av Jimenez och Tormos 1988. Chorebus salvoi ingår i släktet Chorebus och familjen bracksteklar. Inga underarter finns listade i Catalogue of Life.